# Hästskosnok
Hästskosnok (Hemorrhois hippocrepis) är en ormart som beskrevs av Linné 1758. Den ingår i släktet Hemorrhois och familjen snokar.

## Taxonomi
Arten delas in i följande underarter:
- H. h. hippocrepis Linné, 1758
- H. h. nigrescens (Cattaneo, 1985)

## Beskrivning
En orm med tämligen kraftig kropp men med en lång, smal svans och tydligt avsatt huvud med stora ögon. Längden hos de vuxna djuren varierar från 140 till 200 cm. Ryggsidan är gulaktig till rödaktig med mörka fläckar, ofta med svart kant. Buken är gul till orange med en del fläckar på sidorna.

## Ekologi
Hästskosnoken är en dagaktiv orm som föredrar torra och varma habitat, gärna med buskvegetation på stenig grund, som rasbranter, steniga sluttningar, kustnära sandslätter samt kulturpåverkade naturtyper som betes- och åkermark, vingårdar, mandel- och olivodlingar, trädgårdar, byar och städer. Den kan gå upp till närmare 2 700 m i bergen.
Under sommaren lägger honan upp till 11 stycken ägg.

## Utbredning
Arten förekommer på Iberiska halvön (utom de allra nordligaste delarna), på de italienska öarna Sardinien (södra delen) och Pantelleria samt i Nordafrika från Marocko över norra Algeriet till norra Tunisien. Det är möjligt att de italienska förekomsterna har införts under historisk tid.

## Status
IUCN kategoriserar arten globalt som livskraftig, och populationen är stabil. Det finns dock vissa lokala hot, som förföljelse, vägdöd, föroreningar med bekämpningsmedel och kommersiell insamling.